# Groupement local de coopération transfrontalière
Un groupement local de coopération transfrontalière ou GLCT est une forme juridique d'instrument de coopération transfrontalière dont les modalités de constitution ont été définies par l'accord de Karlsruhe, signé en janvier 1996 entre l'Allemagne, la France, le Luxembourg et la Suisse. 
Un GLCT est doté de la personnalité juridique et constitué de personnes juridiques d'au moins deux États membres (gouvernements, collectivités territoriales, institutions publiques, universités, etc.).

## Histoire
La signature de l'accord de Karlsruhe doit initialement combler le vide juridique en matière de coopération transfrontalière entre la France, où la loi Joxe du 6 février 1992 donna à chaque commune une forme d'autonomie en matière de coopération transfrontalière, tandis qu'en Allemagne chaque coopération de ce type nécessitait un traité spécifique : une commune française pouvait signer un accord de coopération transfrontalière avec une commune allemande, mais pas l'inverse.
Les premières ébauches de l'accord ont été faites en 1995, en s'inspirant de l'accord d'Isselburg-Anholt (1991-1993) et du traité de Bayonne (1995). Le Luxembourg et la Suisse se sont ajoutés à cet accord qui est finalement signé le 13 janvier 1996 et entré en vigueur le  1er janvier 1997. Le GLCT Centre Hardt-Rhin supérieur est le premier projet de GLCT à avoir été examiné.

### GLCT existants
En 2020, il existe douze GLCT.
Entre l'Allemagne et la France :
- Eurozone Forbach Nord ;
- GLCT Wissembourg - Bad-Bergzabern ;
- GLCT Bateau pompe Europa 1 ;
- Euroinstitut ;
- GLCT Vis-à-Vis ;
- GLCT pays des deux Brisach ;
- GLCT Centre Hardt-Rhin supérieur.

Entre la France et la Suisse :
- Agglomération urbaine du Doubs ;
- Galerie de Choully ;
- Grand Genève ;
- GLCT des transports publics transfrontaliers, chargé des transports transfrontaliers au sein du Grand Genève ;
- Téléphérique du Salève.